# Dakers Island
Dakers Island ist eine Insel im westantarktischen Palmer-Archipel. Im östlichen Abschnitt der Joubin-Inseln  liegt sie zwischen Hartshorne Island und McGuire Island.
Das Advisory Committee on Antarctic Names benannte sie 1975 nach Hugh Brennan Dakers (1927–2011), Koch auf der RV Hero im Dienst der National Science Foundation auf ihrer Antarktisfahrt zur Palmer-Station im Jahr 1968.